# Ingegerdsleden

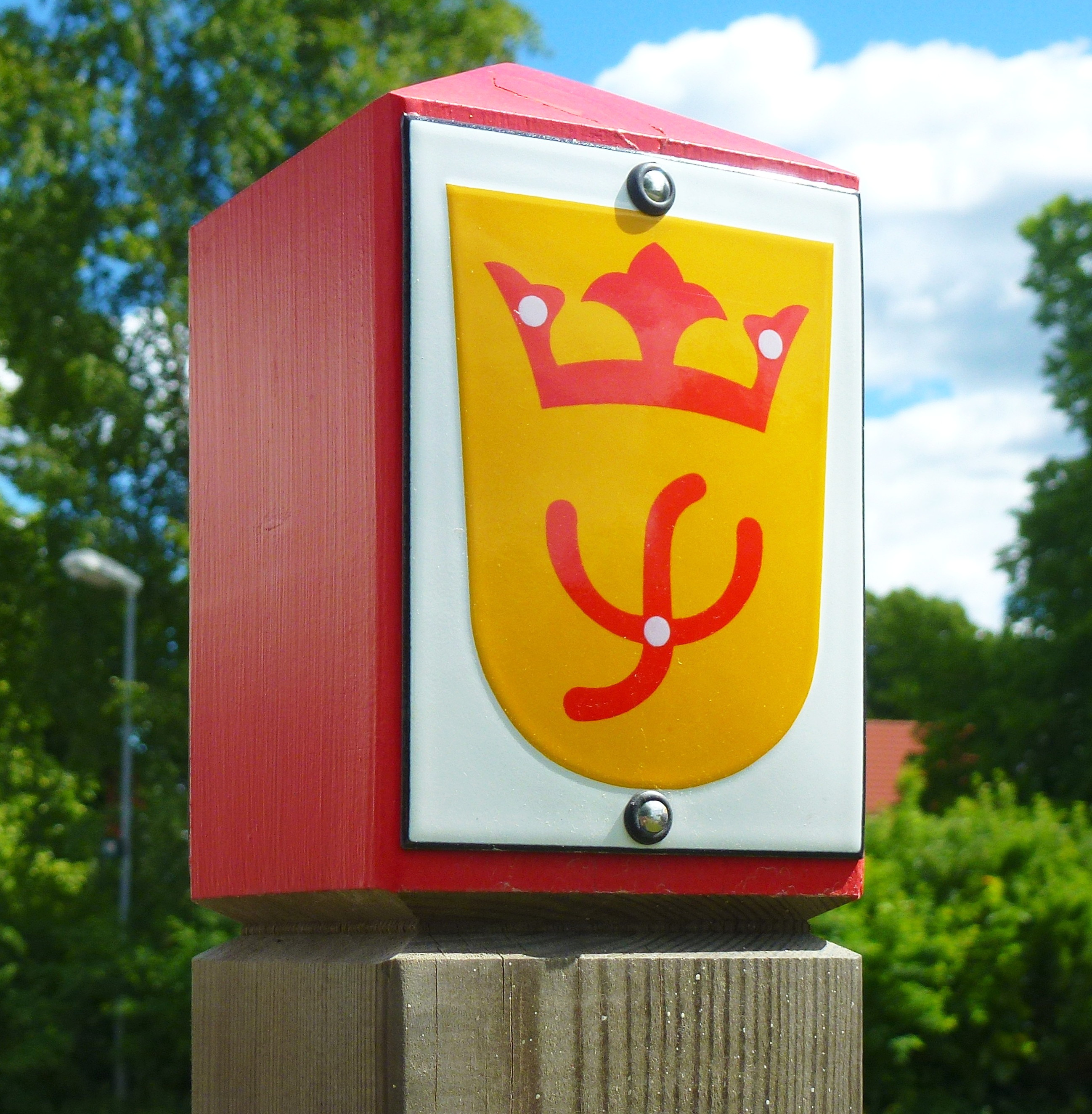
Das Symbol des Ingegerd-Wegs

Der Ingegerdweg (Ingegerdsleden) ist ein Pilgerweg in der Region Uppland in Schweden, welcher zwischen der Domkirche Stockholm (Storkyrkan) und dem Dom zu Uppsala (Uppsala domkyrka) verläuft. Der Wanderweg ist ca. 110 km lang und verläuft entlang historischer Stätten, Kirchen, Schlössern und Naturreservaten.
Der Weg ist nach der schwedischen Prinzessin Ingegerd Olofsdotter, Tochter des ersten christlichen Königs Schwedens, Olof Skötkonung, benannt. Durch ihre Heirat mit Jaroslaw des Weisen wurde sie Großfürstin von Kiew. Nach ihrem Tod wurde Ingegerd heiliggesprochen und erhielt den Namen Hl. Anna in Nowgorod.

## Route

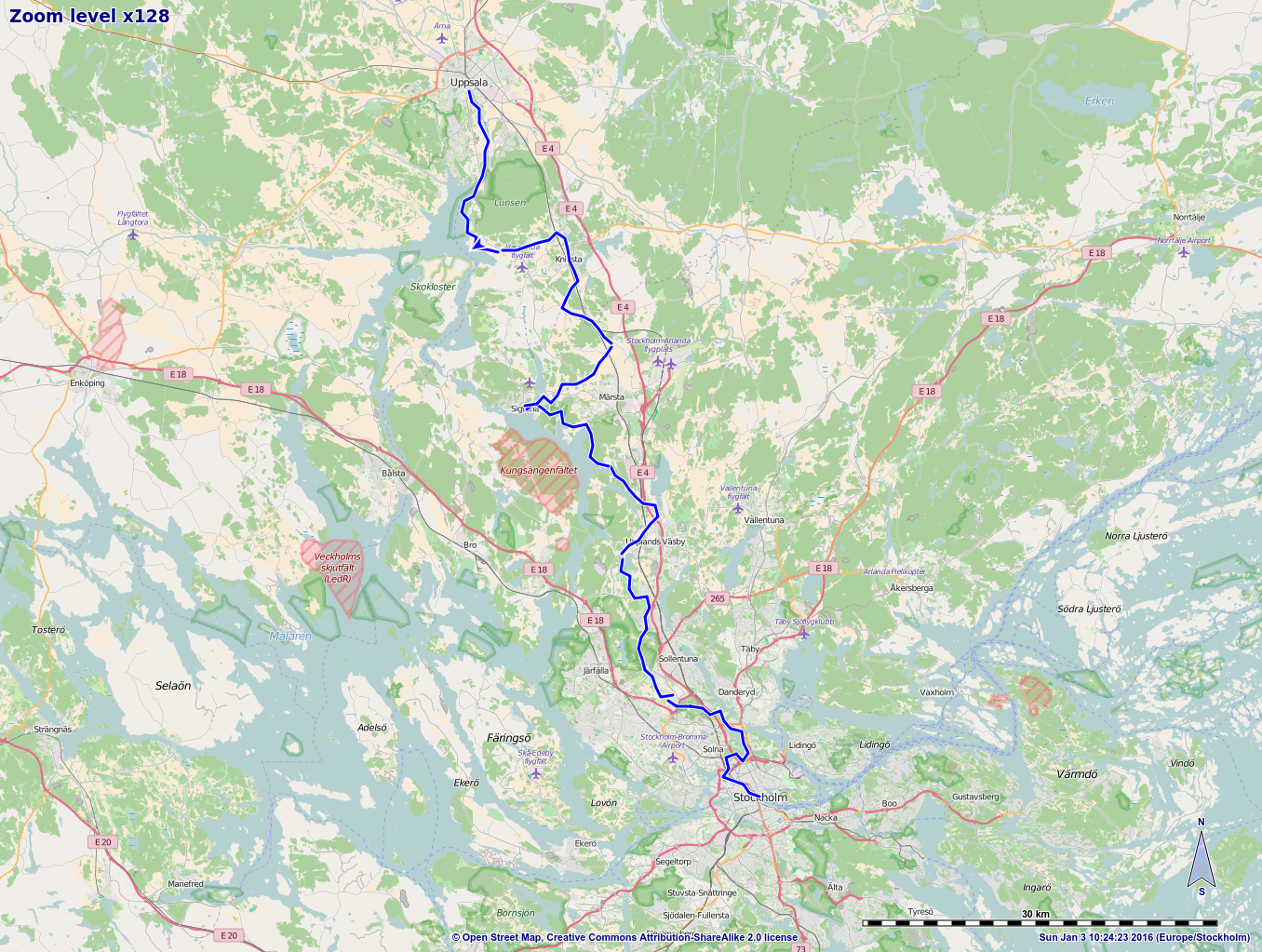
Der Ingegerd-Weg, ein Pilgerweg in der Region Uppland, Schweden

Der Weg ist eingeteilt in sieben Etappen:
- Stockholm Domkirche – Ulriksdal – Kista 22 km
- Kista – Eds Kyrka 16 km
- Eds Kyrka – Schloss Rosersberg 14 km
- Schloss Rosersberg – Sigtuna 13 km
- Sigtuna – Odensala 14 km
- Odensala – Alsike Kyrka 14 km
- Alsike Kyrka – Sunnersta – Dom zu Uppsala 18 km

Zusätzlich gibt es Alternativen, welche zu Sehenswürdigkeiten oder öffentlichen Verkehrsmitteln führen.

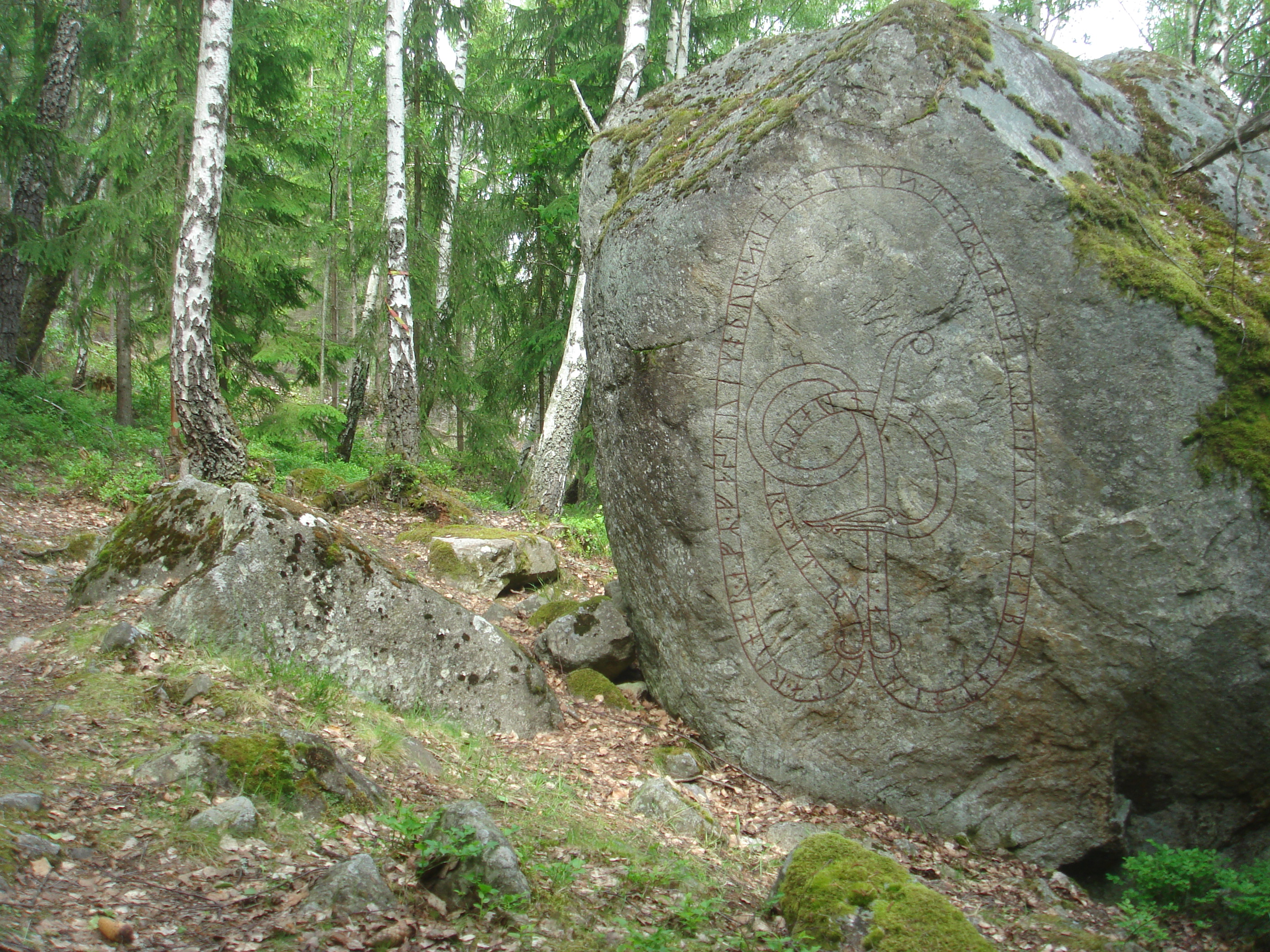
Runenstein vor Eds Kyrka